# Gamocarpha
Gamocarpha – rodzaj roślin z rodziny Calyceraceae. Obejmuje 4 gatunki. Rośliny te występują w południowej części Ameryki Południowej – w Chile i Argentynie. 

## Morfologia
PokrójWieloletnie rośliny zielne. Pędy nagie, czasem z rozłogami.
LiścieZ reguły zebrane w przyziemną rozetę, pojedyncze lub pierzasto podzielone.
KwiatyZebrane w koszyczki otoczone 6–12 listkami okrywy. Listki te zrastają się ze sobą i listkami wyrastającymi na osadce (dnie kwiatostanu) rozdzielając kwiaty na grupy. Listki te w górnej, wolnej części są trójkątne, całobrzegie lub wcinane. Korona kwiatu jest zrośnięta w wąską rurkę, w dole czasem nitkowatą, w górze z 5, rzadko 4, krótkimi, wolnymi łatkami. Pręciki w liczbie 5, rzadko 4, mają pylniki złączone ze sobą w dolnej części, u nasady nieco strzałkowate.
OwoceNiełupki walcowate lub stożkowate, zwieńczone trwałym kielichem mającym postać niekolczastych, trójkątnych działek.

## Systematyka
Pozycja systematyczna
Jeden z rodzajów z rodziny Calyceraceae. 
Wykaz gatunków
- Gamocarpha alpina (Poepp. ex Less.) H.V.Hansen
- Gamocarpha angustifolia Phil.
- Gamocarpha dentata Phil.
- Gamocarpha selliana Reiche